# Гоцуляк Сергій Євгенович
Сергі́й Євге́нович Гоцуля́к (11 листопада 1980, м. Кам'янець-Подільський, Хмельницька область — 4 січня 2023, біля м. Ізюм, Харківська область) — український сапер, підполковник Державної служби України з надзвичайних ситуацій, учасник російсько-української війни. Кавалер ордена «За мужність» (2023, посмертно), почесний громадянин міста Тернополя (2023, посмертно).

## Життєпис
Сергій Гоцуляк народився 11 листопада 1980 року в місті Кам'янець-Подільський, нині Кам'янець-Подільської громади Кам'янець-Подільського району Хмельницької области України.
Піротехнікою захоплювався з дитинства.
Після закінчення Військового інженерного інституту Кам'янець-Подільського національного університету імені Івана Огієнка був направлений у Крим, згодом у службу надзвичайних ситуацій у Хмельницький, пізніше — в Тернопіль.
До повномасштабної російського вторгнення в Україну розміновував Тернопільщину від снарядів Другої світової війни. Після звільнення від російських окупантів розміновував Київщину. Третя ротація була на Харківщині.
Командир підгрупи, підполковник служби цивільного захисту, начальник групи піротехнічних робіт аварійно-рятувального загону спеціального призначення ГУ ДСНС України у Тернопільській області.
Загинув 4 січня 2023 року під час виконання бойового завдання з розмінування звільненої від російських окупантів території біля м. Ізюм на Харківщині, внаслідок детонації боєприпасу.
Похований 7 січня 2023 року.

## Нагороди
- орден «За мужність» (15 лютого 2023, посмертно) — за особисту мужність і самовідданість, виявлені у захисті державного суверенітету та територіальної цілісності України, сумлінне і бездоганне служіння Українському народові[2];
- медаль «За бездоганну службу» III ступеня (11 жовтня 2018) — за вагомий особистий внесок у зміцнення обороноздатності Української держави, мужність, самовідданість і високий професіоналізм, виявлені під час бойових дій, зразкове виконання службових обов'язків[3];
- Почесний громадянин міста Тернополя (27 січня 2023, посмертно)[4].

## Вшанування пам'яті
У січні 2024 року на фасаді Аварійно-рятувального загону спеціального призначення в Тернополі відкрито пам'ятну дошку Сергієві Гоцуляку.